# Idiodes conductaria
Idiodes conductaria là một loài bướm đêm trong họ Geometridae.